# 川崎町 (千葉市)

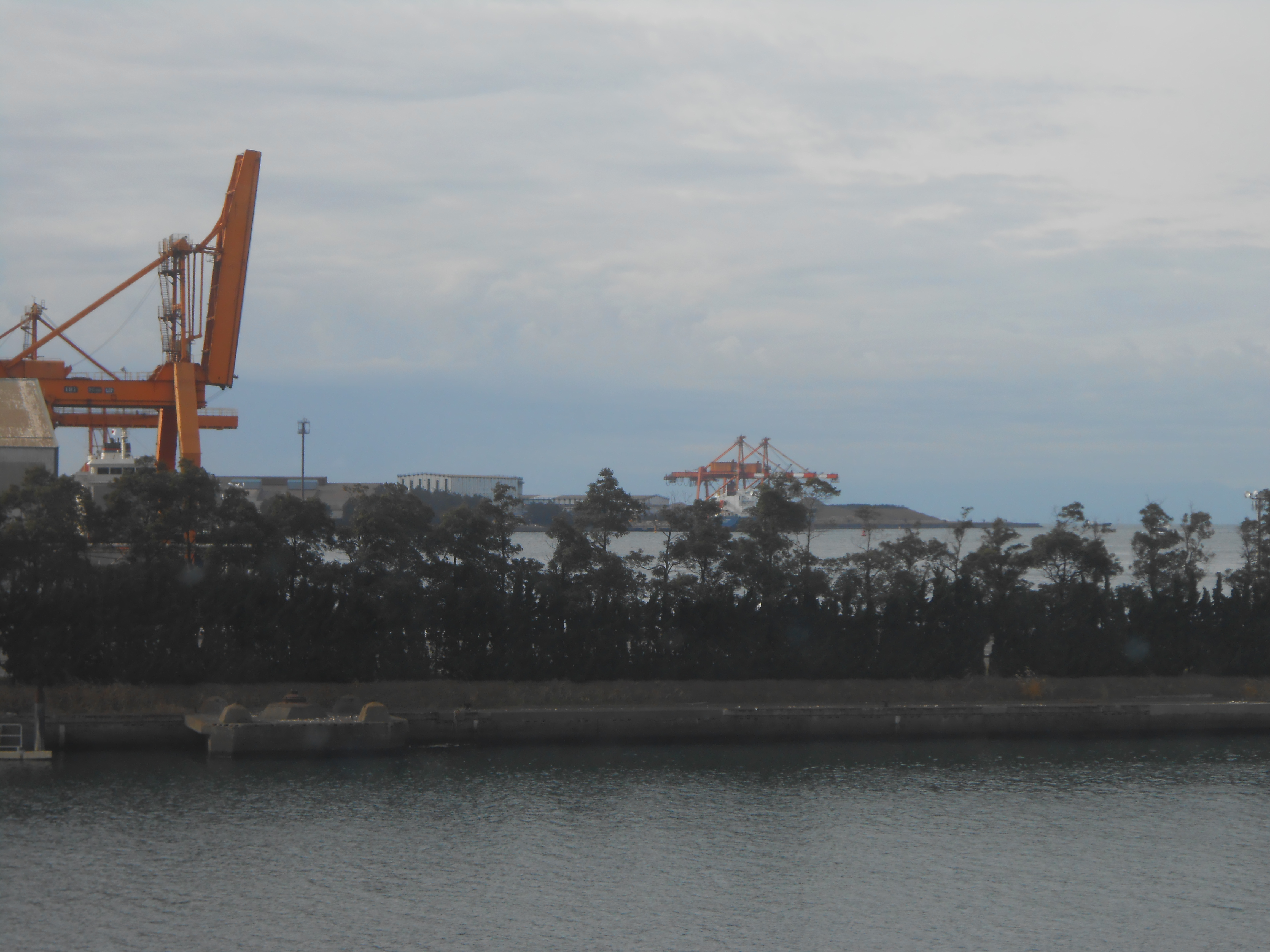
川崎町のフェスティバルウォーク蘇我から千葉港を臨むと、JFEスチール東日本製鉄所の港湾設備（ガントリークレーン）が点在する。

川崎町（かわさきちょう）は、千葉県千葉市中央区の地名。郵便番号は260-0835。

## 地理
中央区寒川町、稲荷町、今井、蘇我、蘇我町と隣接する。
全域が埋立地である。2000年代初頭までは、ほぼ全域がJFEスチール東日本製鉄所千葉地区となっていたが、現在は一部が千葉市蘇我スポーツ公園となっている。スポーツ公園内にはフクダ電子アリーナがあり、ジェフユナイテッド市原・千葉が本拠地としている。

## 歴史

### 町名の由来
製鉄所を運営するJFEスチールの旧社名・川崎製鉄に由来する。

## 世帯数と人口
2017年9月30日現在、人口は0人である（住民基本台帳による）。

## 施設

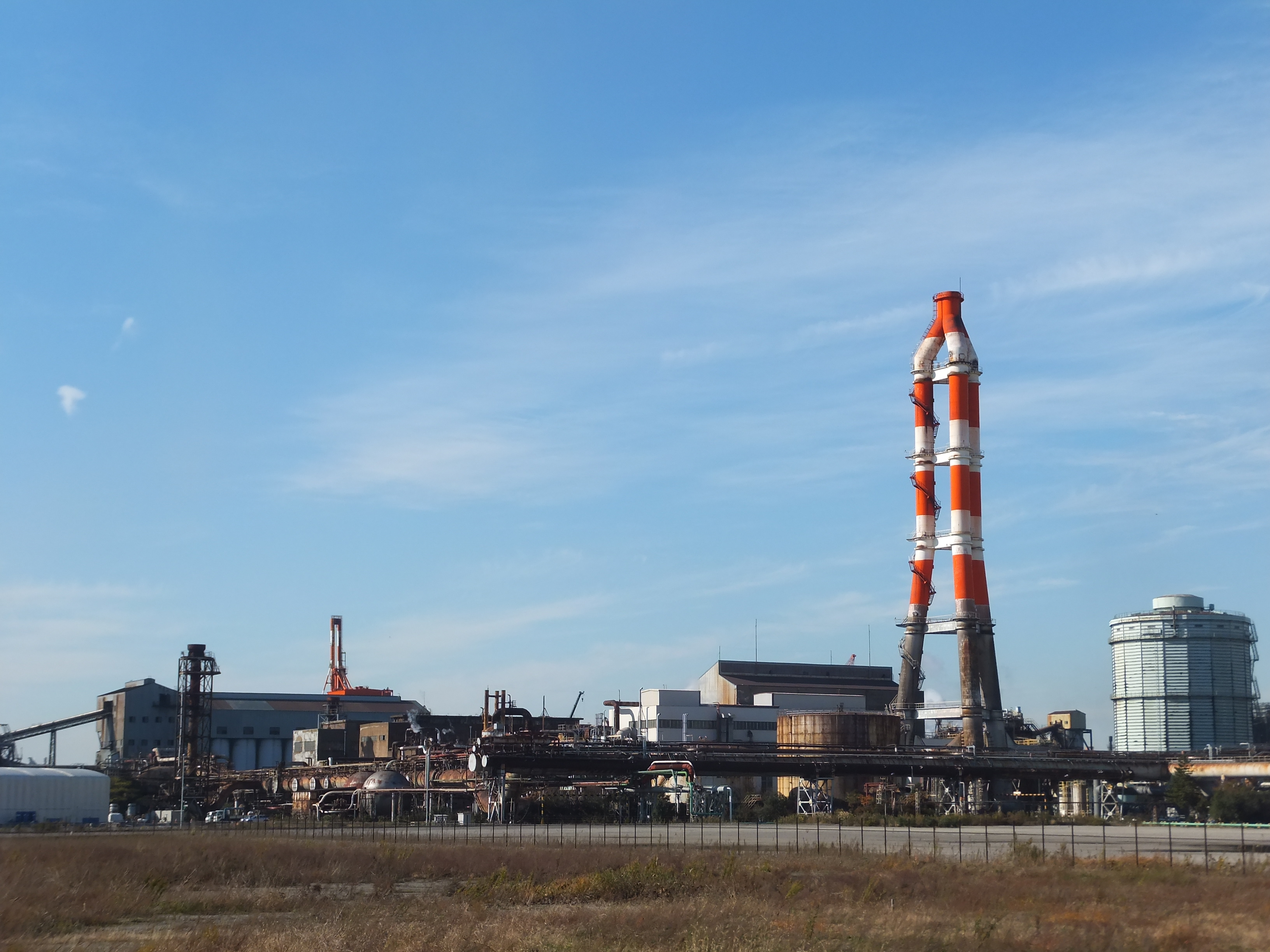
JFEスチール東日本製鉄所千葉地区
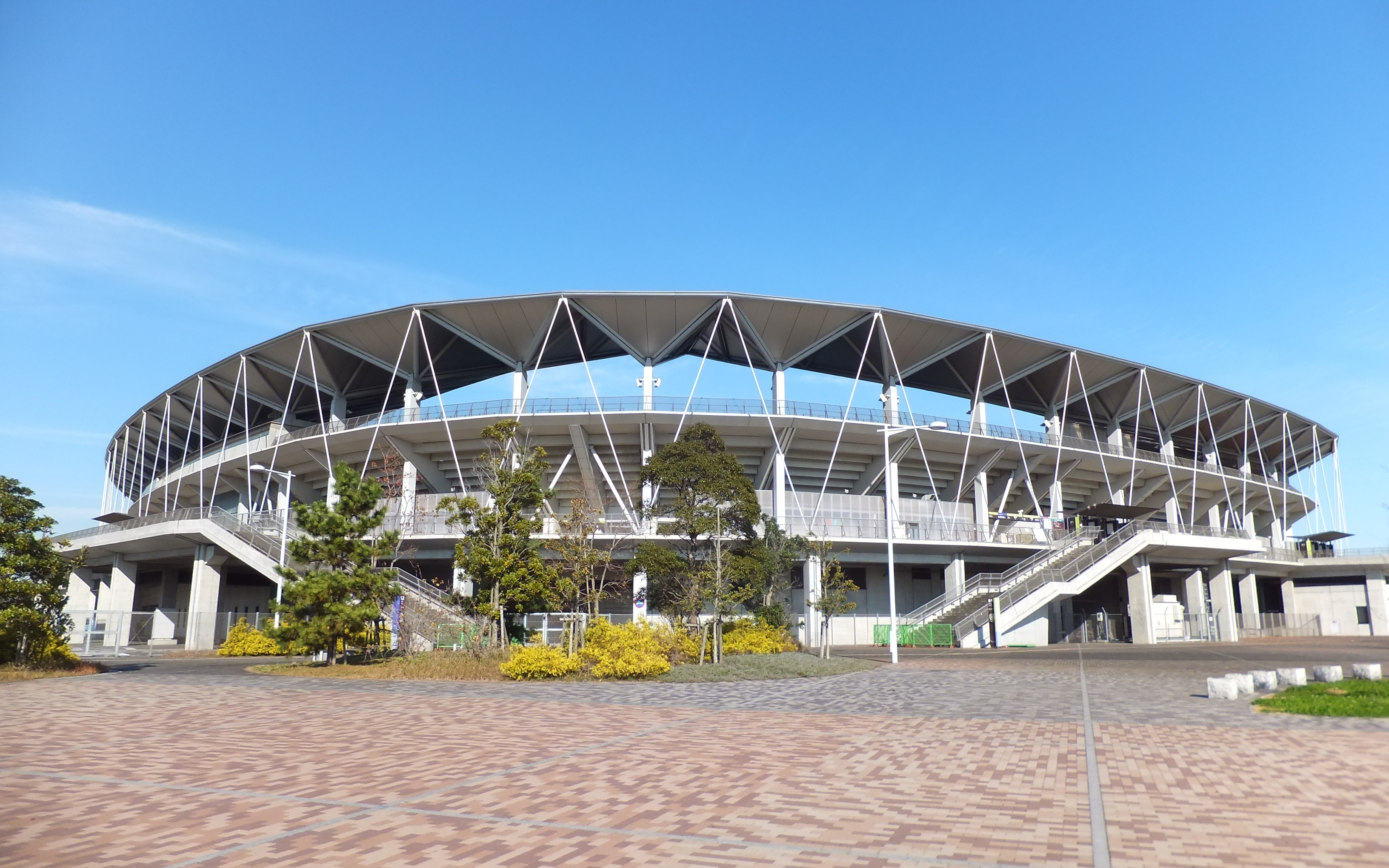
フクダ電子アリーナ
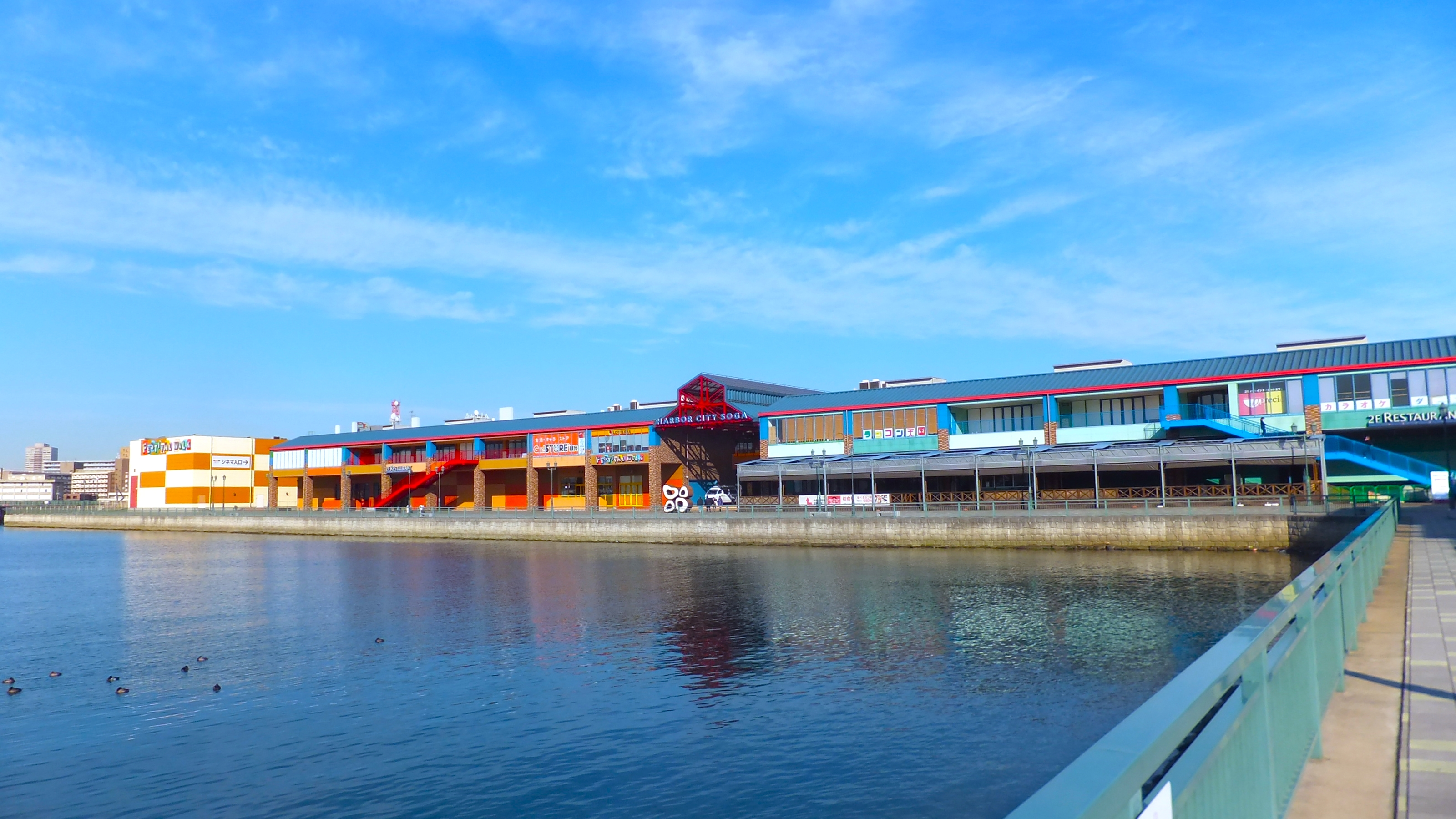
フェスティバルウォーク蘇我
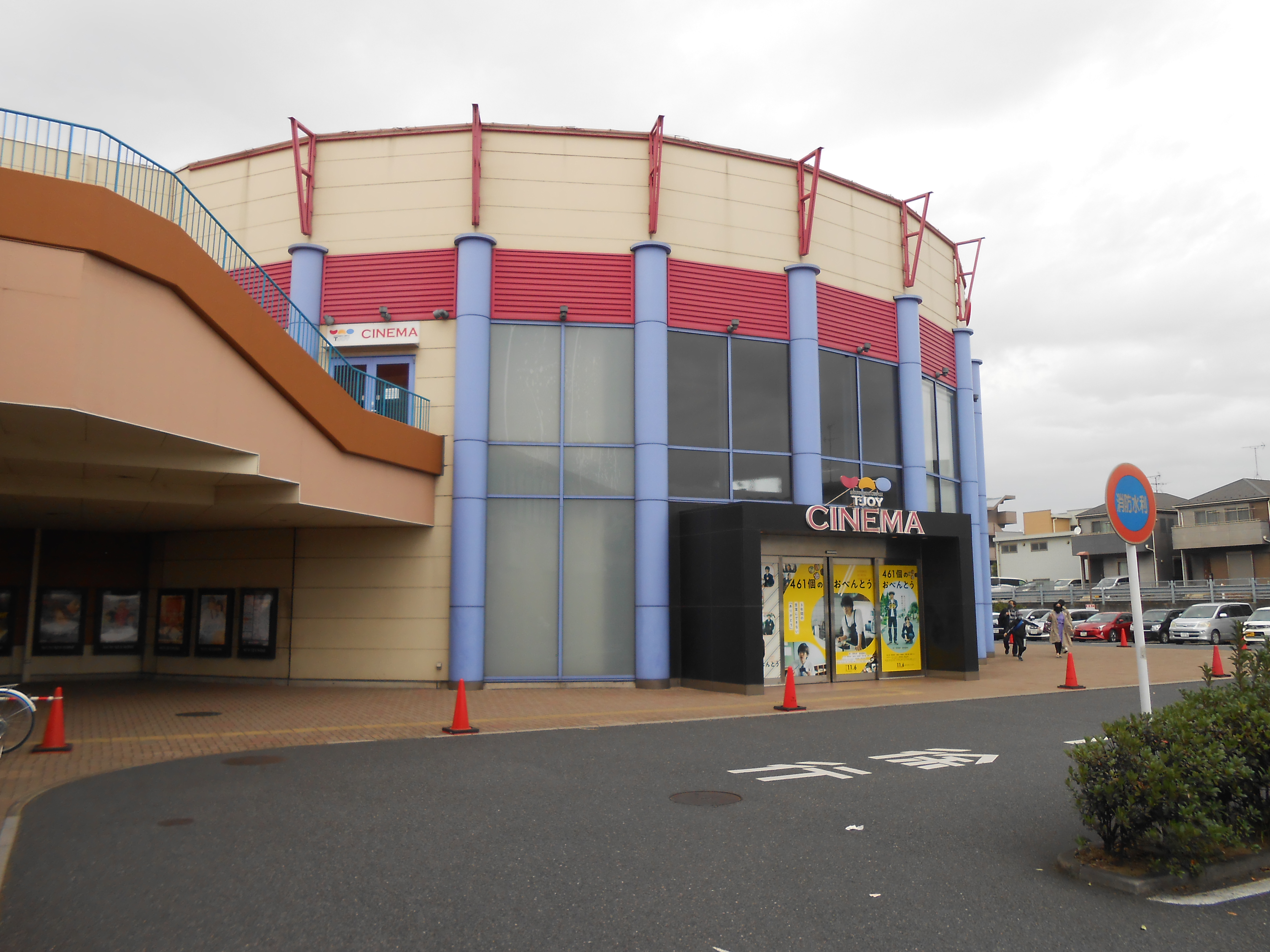
T・ジョイ蘇我

- 千葉市蘇我スポーツ公園
- ハーバーシティ蘇我
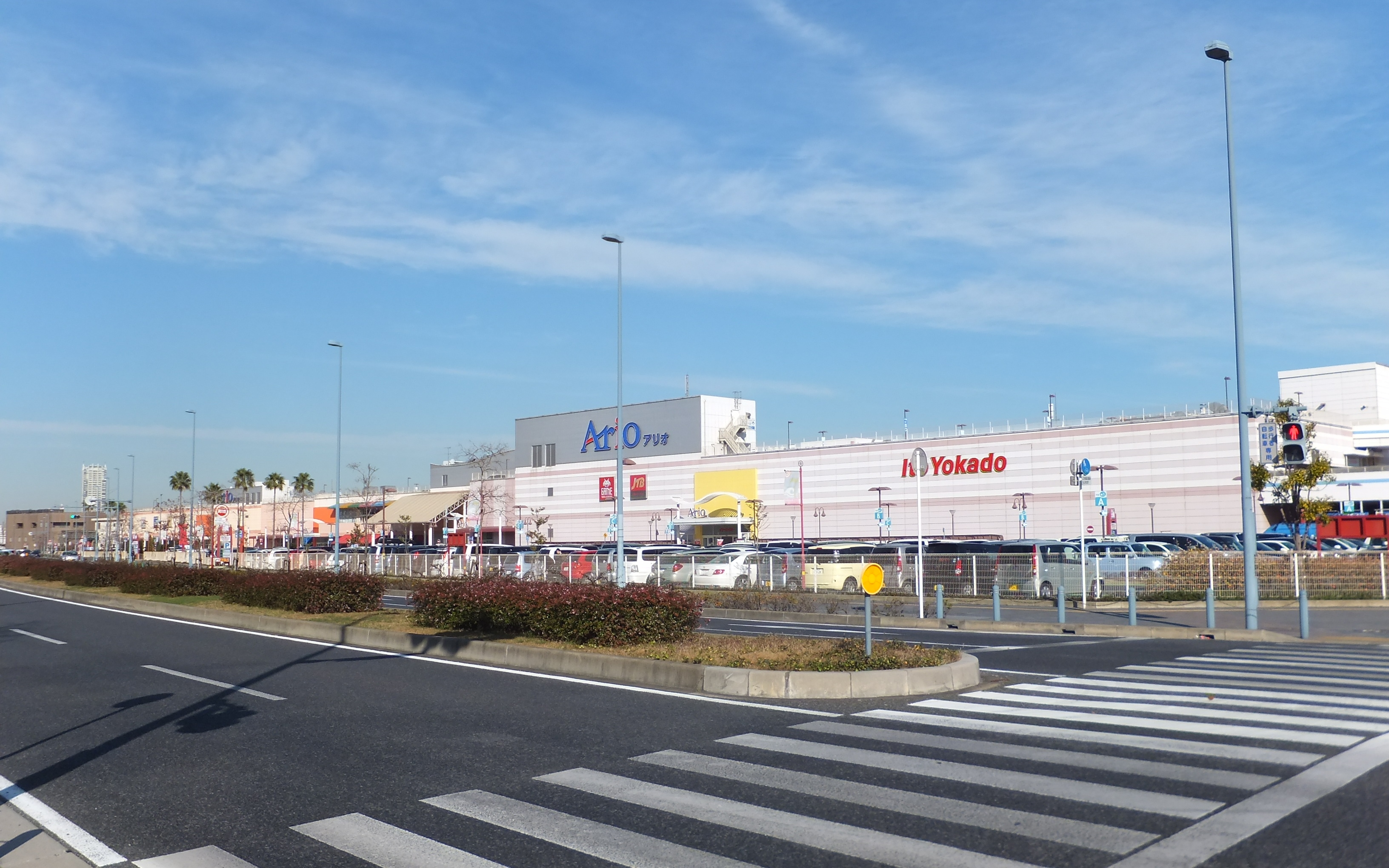
アリオ蘇我

- JFEスチール東日本製鉄所千葉地区
- フクダ電子アリーナ
- フェスティバルウォーク蘇我
- T・ジョイ蘇我
- アリオ蘇我